# Bob Burlison
Bob Burlison là một cầu thủ bóng đá người Anh thi đấu ở Football League cho Charlton Athletic.